# Will You?
"Will You?" is een nummer van de Britse singer-songwriter Hazel O'Connor. Het nummer werd uitgebracht op haar album Breaking Glass uit 1980, dat dienst deed als de soundtrack van de film Breaking Glass. Op 8 mei 1981 werd het nummer uitgebracht als de vierde single van het album.

## Achtergrond
"Will You?" is geschreven door O'Connor en Wesley Magoogan en geproduceerd door Tony Visconti. Het is het enige nummer dat voorkwam in Breaking Glass dat niet specifiek voor de film was geschreven. In haar autobiografie Uncovered Plus schreef O'Connor dat zij het enige tijd eerder had geschreven. In 2014 vertelde zij in een interview met de krant The Guardian dat zij verdrietig was nadat zij een verhaal las over een man die overleed toen de winkel, waar hij een sandwich wilde halen, werd opgeblazen door een bom van de IRA.
"Will You?" staat bekend om de lange, geïmproviseerde saxofoonsolo, die werd gespeeld door Wesley Magoogan. Volgens Duran Duran-basgitarist John Taylor, wiens band in 1980 in het voorprogramma stond van O'Connor, was het nummer het hoogtepunt van het optreden van O'Connor, en was de saxofoonsolo "de emotionele piek van de show". Alhoewel het nummer enkel werd toegeschreven aan O'Connor, won Magoogan later een rechtszaak, aangezien hij wilde dat zijn bijdrage aan het nummer erkend zou worden. Sindsdien wordt hij genoemd als co-auteur.
"Will You?" werd een grote hit op de Britse eilanden. In de UK Singles Chart behaalde het de achtste plaats, terwijl in Ierland de zevende positie werd bereikt. In het Verenigd Koninkrijk kreeg het nummer een zilveren plaat, omdat het meer dan 250.000 keer was verkocht. In de rest van de wereld werd het in Israël een nummer 1-hit, en werd in Nederland de Top 40 niet bereikt en bleef het steken op de zevende plaats in de Tipparade.

## NPO Radio 2 Top 2000
| Nummer met noteringen in de NPO Radio 2 Top 2000 | '00  | '01  | '02-'08 | '09  | '10  | '11  | '12  | '13  |
| ------------------------------------------------ | ---- | ---- | ------- | ---- | ---- | ---- | ---- | ---- |
| Will You?                                        | 1126 | 1229 | -       | 1776 | 1850 | 1986 | 1842 | 1903 |

1. ↑  Een '-' betekent dat het nummer niet was genoteerd en een vetgedrukt getal geeft de hoogste notering aan.
2. ↑  2000 was het eerste jaar met een notering voor dit nummer.
3. ↑  Deze tabel is bijgewerkt tot en met de laatste editie (2024).